# كواوب

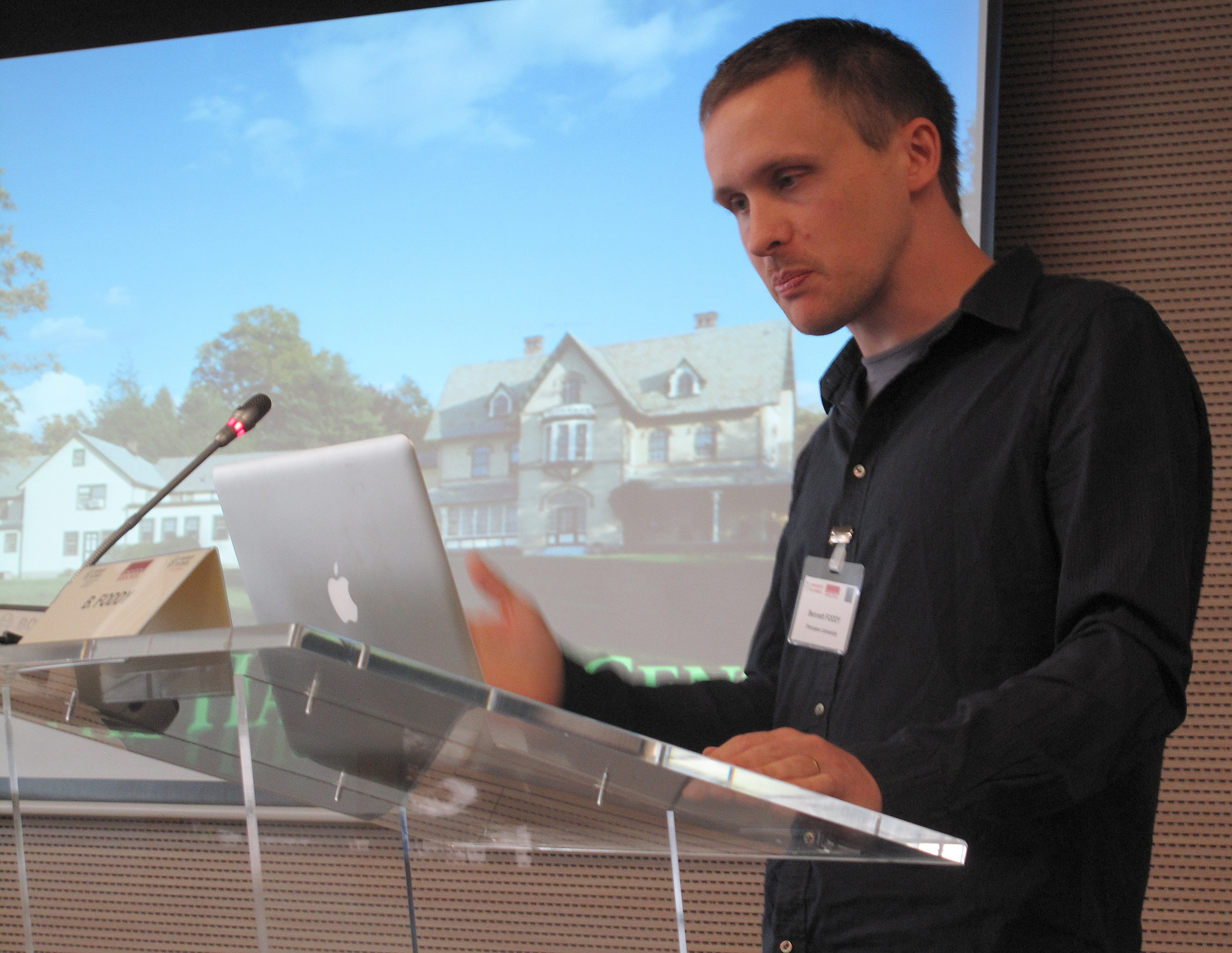
بينيت فودي مصمم لعبة كواوب

كواوب (بالإنجليزية: QWOP)‏ ، هي لعبة إلكترونية من نوع لعبة الجري الرياضية عن طريق نظام فلاش، صممه الأسترالي بينيت فودي ، وعنوان اللعبة كواوب عبارة عن أربع أحرف إنجليزية موجودة على لوحة المفاتيح لجهاز الحاسوب، والتي أثار الجدل للاعبين حول كيفية تحرك لاعب الجري بقدميه.

## وصلات خارجية
- الموقع الرسمي
 Single player version
- الموقع الرسمي
 Two player version